# Кутб ад-Дин Хасан
Кутб ад-Дин Хасан (перс. بطب الدین بسن‎‎ ) — был правителем из династии Гуридов. Он наследовал своему отцу Мухаммаду ибн Аббасу в 1080 году. Кутб ад-Дин унаследовал королевство, которое находилось в племенном хаосе.
Был убит во время подавления восстания к западу от Газни, и ему наследовал его сын Изз ад-Дин Хусейн, который восстановил мир в королевстве.